# Psoroglaena
Psoroglaena — рід грибів родини Verrucariaceae. Назва вперше опублікована 1891 року.